# Miroslav Svoboda (herec)
Miroslav Svoboda (3. května 1910 Praha – 17. prosince 1988 Praha) byl český herec, režisér, filmový archivář a právník.

## Život
Pocházel z umělecké rodiny, jeho otcem byl režisér a divadelní pedagog Milan Svoboda. Měl hudební nadání. Na Univerziě Karlově studoval práva. Přitom v letech 1936 až 1938 hrál v Osvobozeném divadle. Titul doktora práv získal v roce 1939. Během 2. světové války vystřídal několk zaměstnání.Po 2. světové válce působil v různých funkcích, např. v letech 1949 až 1957 byl tajemníkem ústřední dramaturgie Filmového studia Barrandov a v letech 1957 až 1965 byl vedoucím Československého filmového ústavu.
Od roku 1932 do roku 1963 též působil jako filmový herec. Byl též režisérem krátkých dokumentárních a naučných filmů.
Herečkou byla i jeho sestra Eva Svobodová,  matka hudebníka Jiřího Stivína a herečky Zuzany Stivínové starší a babička Zuzany Stivínové mladší.